# تپه بچه دره سفلی
تپه بچه دره سفلی مربوط به هزاره ۱- دوران‌های تاریخی پس از اسلام است و در شهرستان بجنورد، جنوب بچه دره سفلی واقع شده و این اثر در تاریخ ۳ بهمن ۱۳۵۶ با شمارهٔ ثبت ۱۵۹۱ به‌عنوان یکی از آثار ملی ایران به ثبت رسیده است.